# なな茶
なな茶（ななちゃ、2月11日 - ）は、日本のグラビアアイドル、TikToker、YouTuber、起業家。芸能事務所はエイベックス・マネジメント、フィットを経て、現在は独立し個人事務所Clara Productionを設立。エージェント契約を複数社と結ぶ。静岡県浜松市出身。浜松市観光大使。血液型はAB型。本名：千葉 奈々希（ちば ななき）。

## 略歴
小学校から中学校にかけてはバスケットボール部に所属しており、小学6年生当時にはガードのポジションで全国大会に出場した。
中学2年生（14歳）当時、ハロー!プロジェクトが好きだった父に芸能界の道を勧められてオーディションを受け、父から「アイドルになったら高校受験をしなくてもいいよ」と言われて頑張った。
中学3年生当時、鉄道アイドルグループ「ステーション♪」のオーディションに合格すると同時に東京へ上京し、「千葉奈々希」名義で活動を開始した。
高校卒業後、都内の大学へ入学して心理学を学ぶ。「ステーション♪」を卒業した後、「アイドルカレッジ」（2014年〈平成26年〉8月30日卒業、当時17歳）「はつめろ☆彡」「ALLOVER」「PLC」「黒のシャーナ」と6つのアイドルグループで活動しており、そのうち「PLC」に加入した2018年（平成30年）にはメジャーデビューも果たしている。パールレディイメージガールにも抜擢されたほか、2019年（令和元年）には「東京トンテキ」ヨドバシAkiba店イメージガールに抜擢された。
2020年（令和2年）9月、TikTokを中心に活動するインフルエンサーのゆでたまごの活躍に感銘を受け、奮起するきっかけとなった。TIkTokに関しては、ダンス動画の投稿に始まり、フォロワーが10万人を超えたあたりから音声動画の投稿も開始した。
2021年（令和3年）10月、集英社主催の週刊ヤングジャンプ「サキドルエースSURVIVAL」11代目グランプリに輝く。なお、これに伴ってアイドル活動は終了している。
2022年（令和4年）3月3日、2021年に青年漫画雑誌『週刊ヤングジャンプ』（集英社）の公式YouTubeチャンネル「ヤンジャンTV」にてトータル動画再生数が1500万を超えたグラビアアイドル5人で結成されたユニット「ヤンジャン BuzzGirls」の一員として、同日に発売された14号の表紙のほか、巻頭・巻中・巻末のグラビアをそれぞれ飾った。同年3月22日、フィットへ移籍したことを自身のTwitterにて発表した。
2023年（令和5年）10月、浜松市の魅力を伝える親善大使「やらまいか大使」の1人として選ばれたほか、クリエイター事務所Kiiiとエージェント契約を締結した。
2024年（令和6年）7月14日、個人事務所としてClara Productionを設立した。

## 人物
- スリーサイズは、かつてはB94（Iカップ）・W59・H96[25][1]だったが、2022年7月以降は「B97」（Iカップ）・W59・H96[26][27]となったうえ、2023年5月には実は「Jカップ」であるが合うサイズのブラジャーがなかなか売っていないので無理やりIカップに押し込んでいることや、1年も使うと紐がちぎれるので3か月から半年ごとに買い替えていることを明かしている[3]。
- 家族構成は、父と弟と祖父母（浜松市在住[17]）。父はなな茶の写真集を事務所から贈られた3冊とは別に2冊ほど買って配り、雑誌は出るたびにコンビニエンスストア各店へ足を運ぶほか、サイン付きグッズの転売もすぐ見つけては怒って通報するなどの巡回も欠かさないという[28]。母はなな茶が3 - 4歳当時に離婚して自宅から去っていた[18]ため、幼少期の自宅は父や弟との3人暮らしで生活は苦しかった[3]。ガスや電気を止められたり駐車場のツクシを取ってきて食べたりするなど困窮していた[18]ことから、市役所の人などには大変世話になって優しくしてもらえたという[3]。
- 芸能界に入る前は保育士になることを夢見ていた[8]。元々スポーツ少女で、バスケットボールで全国大会に行き、高校や大学でも続けるつもりだった[8]。

### 趣味
- 好きなアーティストは「椎名林檎」「ちゃんみな」[25]
- 好きなブランドは「LIP SERVICE（リップサービス）」「ROYAL PARTY（ロイヤルパーティー）」[25]
- 食べること。ハンバーガーの新商品は必ずチェックする。ラーメンも好きである[25]
- バストが収まる水着を探すこと[25]
- 温泉[25]
- ファッション（骨格にあった服を探すの好き）[25]
- 様々なダイエット（納豆だけダイエットなど）[25]

### 特技
- 体が柔らかいこと[25]
- 料理[25]
- リバウンド[25]

### エピソード
- 浜松市から上京する際、溺愛してくれた祖父母に「いつかハワイに連れていけるぐらい有名になるから」と約束した[17]。
- 父は昔から異性関係には厳しかったが、モーニング娘。の大ファンにして鉄道オタクでもある[29]。「サキドルエース」11代目グランプリに輝いたときに最初に報告したのは芸能界を勧めてくれた父であり、報告した際には電話先で号泣してくれたという[17]。また、父はグラビア活動を応援してくれており、ヤングジャンプを100冊も購入してくれたという[29]。
- 憧れで目標とする芸能人は「サキドルエース」の先輩にあたる天木じゅん[25]。
- アイドルとして活動していた当時の10年間は大きな胸がコンプレックスとなっており、胸を隠すためにBカップのブラジャーを着けたりしては紐がちぎれていた[27][8]。
- 2023年5月現在の自宅では全裸かベビードール1枚、もしくは下着姿で過ごしていることから、得意である料理の際には揚げ物でよく火傷してしまう[3]。
- 2023年5月現在でも月に2回くらいは帰るほど、浜松市が大好きである[3]。浜松まつりには、17才で上京するまで毎年参加していた[17]。

## SNS戦術
- SNSを活用している。2022年2月時点ではTikTokが320万フォロワー、Instagramが31.8万フォロワー、Twitterが10.26万フォロワー、YouTubeが登録者7.51万人、1861万再生回数[25]。その後、2023年5月時点でTikTokは380万フォロワーに達している[3]。
- SNSについては、TikTokは拡散・認知獲得、Instagramはファンの獲得というように、目的を棲み分けて活用している[11]。TikTokで1番力を入れていることに、「男性目線のあざとさ」「横から見える胸の形」「上から見た右45度の自撮り顔」を挙げている[30]。なお、SNSで写真を公開する際には、ショルダーバッグの紐によって斜めに二分されて胸が強調される状態の「パイスラショット」を得意としている[31]。本人は「パイスラ革命」と呼んでいる[30]。
- TikTok視聴者は88%が男性で大半を占めているものの、男性向けコンテンツだけでなく、女性が楽しめる「恋人動画」「バストケア術」「スタイルキープ」「香水」「化粧品」なども取り上げている[30]。
- 上記のことからも、2023年10月現在は「グラビア系インフルエンサー」を自称している[7]。

## 出演

### テレビ
- スッキリ!!（日本テレビ） - VTR出演[32]
- つんつべ♂（TOKYO MX）[32]
- カタリヤ本当にあった都市伝説「ドッペルゲンガー」（スカパー!）[32]

### テレビドラマ
- TAWARA!ちゃん2（TOKYO MX） - ナース 役[32]
- 東京コンフィデンシャル3（TOKYO MX2）[32]
- ミャ〜ッツアイ（TOKYO MX2） - 下嬢渚 役[32]
- ドクターSAKI（TOKYO MX2） - 久保田 役[32]
- デートなう（テレビ大阪） - 主役[32]
- ドクターSAKI2 （TOKYO MX2） - 久保田 役[32]
- 先生のおとりよせ 第1話（2022年4月9日、テレビ東京） - 妄想の中田みるく 役[33]

### Webドラマ
- 第三の盗撮者（2022年12月14日 - 、NWシネマズ） - モエ 役（主役）[34]

### 映画
- 脱脱脱脱17[32]
- TURNING POINT - 水野はな 役[32]

### インターネット番組
- あっ!とおどろく放送局・生ステーション♪[32] ※レギュラー番組（2012年1月15日 - 6月17日、隔週土曜日・冠番組、あっ!とおどろく放送局）
- 令和の虎（2023年5月4日、YouTube）[35]

### JR車内放送
- 東日本旅客鉄道（JR東日本）「トレインチャンネル・ピンポンシュート探検隊」[32]

### イベント
- テレビ大阪主催「鉄道博」[32]
- 鉄道フェスティバル[32]
- 鉄道模型ショウ[32]

### 雑誌
- ヤングジャンプ「サキドルエース」（集英社）[13][32][36] - 表紙、巻頭8ページ掲載
- 週刊プレイボーイ（集英社）[37] - 7ページ撮りおろし
- FLASH（光文社）

## 写真集

### デジタル写真集
- popping.（2021年10月28日、集英社）[38]
- おっぱい百景（2021年12月20日、集英社）[39][38]
- ヤンジャンBuzzGirls写真集「We are…YJ BuzzGirls!!!!」（2022年3月4日、集英社）[40][38] ※KAZUE、辻りりさ、藤乃あおい、村島未悠とのオムニバス写真集
- FLASHデジタル写真集 攻めるバズ乳（2022年9月27日、光文社）[41]
- 東雲うみ・美澄衿依・なな茶写真集「四季崎姉妹はあばかれたいコラボグラビア」（2022年10月20日、集英社）[38] ※東雲うみ、美澄衿依とのコラボレーション写真集[注 7]
- 初解禁！自宅で×××（2023年5月15日、集英社）[43][38]
- なな茶120パー（2023年6月8日、集英社）[44]

## Clara Production
Clara Production（クララプロダクション）は、日本の芸能プロダクション。モデルやグラビアアイドルやインフルエンサーのマネージメントのほか、TikTokを運営するByteDanceの代理店、企業のSNS運用代行業務、国内・海外イベントのキャスティング等をしている。

### 設立にいたるまで
これまで「グラビアの仕事をしてみたい」「インフルエンサーになりたい」といった相談を無料で受けることが多く、ちゃんと形にしようと思って会社にした。特にインフルエンサーは個人で活動することが多く、メンタルが不安定になりがち。そのため100万フォロワーがいても引退を余儀なくされるケースが多い。組織で動くことで同じ目標を持って孤立を防げるし、最新の流行や媒体の収益構造の変化の情報を共有することができると考える。

### 沿革
2024年
- 7月、設立[45]
- 9月、光文社「FLASH」にて新会社設立特集（全3ページ）[45]

### 業務内容
1. タレント、モデル、インフルエンサーなどの発掘・養成・マネージメント、プロモート業務
2. TikTokを運営するByteDanceの代理店、配信マネジメント業務
3. 企業のSNS運用代行業務
4. 日本・海外におけるイベントの企画、制作、運営、キャスティング
5. 通信販売

### 主な所属タレント
※ 2024年8月27日現在・数10人
- なな茶

総フォロワー数500万人。2月11日、静岡県浜松市生まれ。身長160cm、血液型AB。スリーサイズ	B 97 W 59 H 96。
バズったキッカケは「初めての水着を披露した動画、1時間で100万再生した」。趣味は、ゲーム、麻雀、ハンバーガー。
- ゆでたまご

総フォロワー数256万人。3月24日、神奈川県生まれ。身長150.1cm。スリーサイズ	B 87 W 67 H 87。
バズったキッカケは「水着姿でTikTokにあげたら、猫顔巨乳最高と称されYouTubeで拡散された」。趣味は、激辛料理を食べること、長時間寝ること。
- ときちゃん

総フォロワー数110万人。11月30日、神奈川県生まれ。身長161cm、血液型B。スリーサイズ	B 86W 67H 90
趣味は、声真似、筋トレ、麻雀、お散歩。
- ちなぷぷ

総フォロワー数68万人。2002年7月15日、山梨県生まれ。身長160cm、血液型B
バズったキッカケは「限界酒飲み大学生TikToker」。趣味は、映画鑑賞、お笑い、麻雀。
- サクラ・マタタ

総フォロワー数17万人。4月10日、アメリカ/上海/神奈川県生まれ。身長153cm、血液型B
バズったキッカケは「ゲーム好きで1日18時間ゲーム配信をする陰キャ」。趣味は、ゲーム、旅行。
- arisa

総フォロワー数15万人。11月6日、福井県生まれ。身長153cm、血液型A
バズったキッカケは「現役フルート演奏者なのでフルートの魅力を知ってもらうため。1万円と350万円の音色検証」。趣味は、アニメ鑑賞、ボカロ鑑賞、ライブ配信、コスプレ。
ほか